# Гаррисон, Мэри
Мэри Гаррисон Макки (англ. Mary Harrison McKee; 3 апреля 1858 — 28 октября 1930) — дочь президента Бенджамина Гаррисона и его жены Кэролайн Гаррисон. Исполняла обязанности Первой леди после тяжёлой болезни и смерти матери.

## Биография
Родилась в Индианаполисе, Индиана. В ноябре 1884 года вышла замуж за Джеймса Роберта Макки, одного из основателей компании General Electric. У супругов родилось двое детей: Бенджамин Гаррисон Макки и Мэри Лодж Макки.
После смерти матери в октябре 1892 года и поражении отца на переизбрании, исполняла обязанности хозяйки Белого дома. После вступления Бенджамина Гаррисона в брак с племянницей покойной Первой леди, Мэри Лорд Диммик, президент с дочерью не разговаривали. Мэри пыталась вернуться в Индиаполис, что быть рядом с отцом перед его смертью, но она смогла приехать только спустя несколько часов после его кончины.
Мэри Гаррисон умерла 28 октября 1930 года в Индиаполисе, в возрасте 72 лет.  Похоронена на кладбище Кроун-Хилл в Индианаполисе, Индиана. Мэри была последней Первой леди, не являвшейся женой президента.